# Doc Gynéco
Doc Gynéco, pseudonimo di Bruno Beausir (Clichy-sous-Bois, 10 maggio 1974), è un rapper e cantante francese.
Il suo primo album "Première consultation" è considerato uno dei più grandi classici del hip hop francese. Nel 2012, la rivista Les Inrockuptibles ha classificato l'album al primo posto nella classifica dei migliori album rap francesi di tutti i tempi.
Nel 2003, il suo album Solitaire ha vinto il premio del miglior album rap/hip hop dell'anno alla cerimonia di Victoires de la musique.

## Discografia

### Albums studio
- 1996 – Première consultation
- 2001 – Quality Street
- 2002 – Solitaire
- 2006 – Un homme nature, Doc Gynéco enregistre au quartier
- 2008 – Peace Maker
- 2018 – 1.000%

### Raccolte
- 1998 – Liaisons dangereuses
- 2003 – Menu Best of